# Observatorium Palanga
Das Observatorium Palanga (lit. Palangos observatorija) ist eine Volkssternwarte in der westlitauischen Kurortstadt Palanga. Es ist in einer Grundschule der Stadt eingerichtet. Den Turm baute man 1984. Die Kuppel ist jetzt veraltet und ohne Teleskop. Man plant 2011–2012 die Renovierung und Investitionen von 200.000 Litas und die Benutzung für Touristen.